# Dopeness
Dopeness è un singolo del gruppo musicale statunitense Black Eyed Peas, pubblicato il 9 novembre 2018 come quarto estratto dal settimo album in studio Masters of the Sun Vol. 1.

## Descrizione
Il brano è tra i più orecchiabili ed accessibili dell'album ed è stato realizzato con la partecipazione vocale della rapper sudcoreana CL.

## Video musicale
Il video musicale, pubblicato il 26 ottobre 2018, è stato diretto da Ben Mor, prodotto da London Alley e girato in bianco e nero e oro e mostra il trio insieme a CL compiere una rapina in una banca al fine di donare i soldi alle famiglie bisognose.

## Formazione
Hanno partecipato alle registrazioni, secondo le note riportate sul sito ufficiale dei Black Eyed Peas:
Gruppo
- will.i.am – voce
- apl.de.ap – voce
- Taboo – voce

Altri musicisti
- Jessica Reynoso – voce
- CL – voce

Produzione
- will.i.am – produzione esecutiva, direzione artistica, registrazione, ingegneria del suono, produzione, tracker
- Dylan "3-D" Dresdow – coordinazione alla produzione, registrazione, ingegneria del suono, missaggio, mastering, tracker
- Padraic "Padlock" Kerin – coordinazione alla produzione, registrazione, ingegneria del suono
- Eddie Axley – direzione artistica, design logo, grafica
- Cody Achter – design logo, grafica
- Po Shao Wang – grafica
- Monika Arechavala – grafica
- Josh Ramos – coordinazione aggiuntiva alla produzione